# Seraina Patzen
Seraina Patzen (* 22. Juli 1992; heimatberechtigt in Scharans) ist eine Schweizer Politikerin (Junge Grüne/Grüne).

## Leben
Seraina Patzen arbeitet für die aus der Konzernverantwortungsinitiative hervorgegangene Koalition für Konzernverantwortung und ist Vorstandsmitglied der Berner Beratungsstelle für Sans-Papiers. Sie lebt in Bern.

## Politik
Seraina Patzen war für die Junge Alternative JA! von 2014 bis 2021 Mitglied des Stadtrates (Legislative) der Stadt Bern, wo sie von 2014 bis 2021 der Kommission für Soziales, Bildung und Kultur angehörte.
Bei den Wahlen 2022 wurde Patzen in den Grossen Rat des Kantons Bern gewählt, wo sie seit 2022 Mitglied der Gesundheits- und Sozialkommission ist.